# Wallace Hayes
Wallace Dean Hayes est un physicien américain né le 4 septembre 1918 à Pékin (Chine) et mort le 2 mars 2001 à Hightstown (New Jersey). Il est connu pour ses travaux dans le domaine de l'aérodynamique supersonique, en particulier pour le principe d'analogie hypersonique, sa contribution à la loi des aires et ses travaux sur le bang supersonique,.

## Biographie
Il fait ses études supérieures au California Institute of Technology où il obtient un diplôme de Bachelor of Science en 1941, un professional degree (en) en 1943 et soutient une thèse en aéronautique en 1947 sous la direction de Theodore von Kármán.
En 1939 il entre chez Consolidated Aircraft Corporation et, durant la seconde guerre mondiale, chez North American Aviation. En 1948 il rejoint la division de mathématiques appliquées de l'université Brown qu'il quitte en 1952 pour devenir officier de liaison scientifique à l'Office of Naval Research à Londres. Il revient aux USA en 1954 comme professeur à l'université de Princeton dans le département d'aéronautique jusqu'à sa retraite en 1989. Durant cette période il a enseigné au California Institute of Technology, à l'université Brown, à l'université technique de Delft et à l'université du Nouveau-Mexique à Holloman Air Force Base.

## Ouvrages
- (en) W. D. Hayes et R. F. Probstein, Hypersonic Flow Theory, Academic Press, 1959
- (en) W. D. Hayes, Gasdynamic Discontinuities, Princeton University Press, 1960

## Distinctions
- Médaille de l'American Institute of Aeronautics and Astronautics (1965),
- membre de l'American Academy of Arts and Sciences (1965)[5],
- membre de la National Academy of Engineering (1975)[6],
- fellow de l'American Physical Society (1986).